# Renaldo Nehemiah
|  |

Renaldo Nehemiah (* 24. März 1959 in Newark, New Jersey) ist ein ehemaliger US-amerikanischer Leichtathlet. Nehemiah war Anfang der 1980er Jahre der weltbeste 110-Meter-Hürdensprinter. Er verbesserte innerhalb von nur zwei Jahren den Weltrekord dreimal um insgesamt 28 Hundertstelsekunden und unterbot dabei als Erster die 13-Sekunden-Marke. Seitdem wurde der Weltrekord in über dreißig Jahren nur noch fünf weitere Male um insgesamt 13 Hundertstelsekunden unterboten.
Ihm blieb es jedoch versagt, seine Ausnahmestellung bei Olympischen Spielen oder Leichtathletik-Weltmeisterschaften unter Beweis zu stellen.

## Laufbahn
Seine Karriere begann, als er 1978 und 1979 für die University of Maryland die US-amerikanischen Universitätsmeisterschaften in der Halle und im Freien gewann. 1979 verbesserte er zweimal den Weltrekord, zunächst auf 13,16 s, dann auf 13,00 s. 1981 war er der erste Mensch, der die 110 Meter Hürden unter 13 Sekunden lief. Mit 12,93 s stellte er am 19. August 1981 in Zürich einen Weltrekord auf, der erst 1989 durch Roger Kingdom unterboten werden sollte.
Durch seinen zweiten Weltrekord war er der große Favorit für die Olympischen Spiele 1980 in Moskau. Der Olympiaboykott der USA sorgte dann jedoch dafür, dass er nicht um den Olympiasieg kämpfen durfte. Im gleichen Jahr verlor er durch einen Werbevertrag mit einer Sportschuhfirma den Amateurstatus. Zu dieser Zeit verhinderte dies noch die Teilnahme an Olympischen Spielen, und so konnte er später auch nicht an den Olympischen Spielen 1984 in Los Angeles teilnehmen.
Ohne Aussichten auf eine Rückkehr ins US-amerikanische Olympiateam unterschrieb er 1982 einen Profivertrag als Footballspieler bei den San Francisco 49ers. Er spielte drei Jahre lang in der NFL. 1984 konnte er mit der Mannschaft aus San Francisco den Super Bowl gewinnen. Im Super Bowl XIX konnten die Miami Dolphins mit 38:16 geschlagen werden. Nachdem Jerry Rice von den 49ers im Draft von 1985 in der ersten Runde ausgewählt worden war, verließ er diese.
1986 kehrte er nochmals zur Leichtathletik zurück. Ihm gelang es, sich für die Leichtathletik-Weltmeisterschaften 1991 zu qualifizieren. Aufgrund einer Verletzung konnte er aber nicht antreten. Er beendete danach seine Sportlerkarriere.

## Nach der Laufbahn
Heute arbeitet Nehemiah als Sportmanager von Leichtathleten und hat unter anderem den Vizeweltmeister von 2005 über 400 Meter Hürden, James Carter, unter Vertrag.

## Ehrungen
Nehemiah wurde 1997 in die Ruhmeshalle der US-amerikanischen Leichtathletik aufgenommen.